# سيفيرينو ليما
سيفيرينو ليما (بالبرتغالية: Severino Lima de Moura‏) هو لاعب كرة قدم برازيلي في مركز الهجوم، ولد في 17 مايو 1986 في ريو دي جانيرو في البرازيل. لعب مع إثنيكوس وغورنيك وانشنا ونادي إيكاسا ونادي إيليتشيفيتس ماريوبول ونادي فلامنغو.

## وصلات خارجية
- سيفيرينو ليما على موقع اتحاد أوكرانيا (الإنجليزية)
- سيفيرينو ليما على موقع قاعدة بيانات كرة القدم.إي يو (الإنجليزية)
- سيفيرينو ليما على موقع Soccerway.com (الإنجليزية)